# Atlantic Beach-Morehead City Bridge
 (avril 2021).
L'Atlantic Beach-Morehead City Bridge – ou Atlantic Beach Causeway – est un pont à poutres américain situé dans le comté de Carteret, en Caroline du Nord. Livré en 1987, ce pont routier permet le franchissement du Bogue Sound (en) entre Morehead City sur le continent et Atlantic Beach sur Bogue Banks.